# Cristo en el Huerto de los Olivos
Cristo en el huerto de los olivos es un cuadro de Francisco de Goya. Forma pareja con La última comunión de San José de Calasanz, ambos trabajos hechos para las Escuelas Pías, alma mater del aragonés. Se conserva allí, y tiene medidas de 47 x 35 cm.

## Análisis
Goya estudia en las Escuelas Pías desde joven, es ahí donde probablemente conoció a su gran amigo Martín Zapater. Ya en Madrid, recibe el encargo de su escuela de antaño para pintar esta obra. En ella, la luz cae sobre el agonizante Jesús de Nazaret, quien vive momentos de angustia antes de su Pasión, simbolizada por la imagen del cáliz que el ángel le ofrece. Evoca mucho al sentimiento antiabsolutista de Goya, que prefigura las Pinturas negras.
Al contrario de otras representaciones de esta temática, el ángel parece hostil y los rayos luminosos, que imitan la Transverberación de Santa Teresa de Bernini, no son consuelo sino más bien un peso.